# HD 17581
HD 17581，又名BD+57 651，SAO 23662、HR 839，是一颗恒星，视星等为6.45，位于銀經138.2，銀緯-0.94，其B1900.0坐标为赤經2h 44m 15.2s，赤緯+57° -0.94′ 2″。